# Thomas Huckle Weller
Thomas Huckle Weller (15. června 1915 Ann Arbor, Michigan – 23. srpna 2008 Needham, Massachusetts) byl americký bakteriolog, virolog a parazitolog, nositel Nobelovy ceny za fyziologii a lékařství.

## Život a dílo
Narodil se v rodině lékaře, profesora patologie na University of Michigan, kde sám pak také studoval a promoval prací o rybích parazitech. Od roku 1936 pracoval na lékařské fakultě Harvardovy univerzity, od roku 1939 pod vedením F. C. Robbinse, který jej uvedl do studia virů a inspiroval k výzkumu původce zarděnek (rubeola). Za války byl důstojníkem zdravotní služby v Porto Ricu, roku 1945 se oženil a s manželkou Kathleen měli dva syny a dvě dcery. Roku 1947 se opět sešel s Robbinsem v bostonské dětské nemocnici a roku 1954 získali společně s J. F. Endersem Nobelovu cenu za objev schopnosti viru dětské obrny (poliomyelitis) růst v kulturách různých typů tkání. To byl důležitý průlom, který umožnil výrobu vakcín proti virovým chorobám. Weller pak izoloval i virus planých neštovic (varicella).